# Малатіна
Малатіна́ (словац. Malatiná) — село в окрузі Дольни Кубін Жилінського краю Словаччини. Площа села 19,14 км². Станом на 31 грудня 2015 року в селі проживало 810 жителів.

## Історія
Перші згадки про село датуються 1313 роком.

## Географія
Протікає Малатінський потік.

## Населення
| Рік:            | 1994. | 2004.   | 2014.   | 2024.   |
| --------------- | ----- | ------- | ------- | ------- |
| Кількість осіб: | 855   | 824     | 815     | 819     |
| Різниця:        |       | -3,62 % | -1,09 % | +0,49 % |

| Рік:            | 2023. | 2024.   |
| --------------- | ----- | ------- |
| Кількість осіб: | 820   | 819     |
| Різниця:        |       | -0,12 % |